# Motorcrash
Motorcrash fue un sencillo correspondiente al álbum Life's Too Good de la banda islandesa The Sugarcubes en la que se encontraba la cantante y compositora Björk. El mismo fue lanzado en 1988.

## Lista de canciones
1. Motorcrash – (2:23)
2. Motorcrash (Live) – (2:23)
3. Polo – (2:16) (canción conocida como Revolution en lanzamientos anteriores)
4. Blue Eyed Pop (2° mix) – (3:50)